# Cube (azienda)
La Cube è un'azienda tedesca produttrice di biciclette; in particolare è specializzata nel segmento delle bici da corsa e delle mountain bike.

## Storia
Cube è stata fondata nel 1993 a Waldershof in Alto Palatinato da Marcus Purner. Il marchio è ora disponibile presso i rivenditori di in 60 paesi di tutto il mondo.

## Produzione
Le serie di biciclette in produzione comprendono 180 diversi tipi di biciclette fra mountain bike, racing, cross, triathlon, biciclette elettriche, e trekking bike. Da un punto di vista ergonomico le biciclette sono adattate per le donne e i bambini e completa la gamma di prodotti una collezione completa di accessori e abbigliamento. Cube adesso vuole importare oltre le bici i monopattini per ampliare la sua azienda

## Le biciclette
- Mountainbike (Fullsuspension): AMS 100 C:62, Stereo 120 HPC, Stereo 120 HPA, Stereo 140 C:68/C:62, Stereo 140 HPA, Stereo 150 HPA, Stereo 160 C:68/C:62, Stereo 160 HPA, Fritzz 180 HPA, TWO15 HPA
- Mountainbike (Hardtail): Elite C:68, Elite C:62, Reaction GTC, Reaction HPA, LTD, Acid, Attention, Analog, AIM, Race One, Nutrail
- Bici da corsa (Road Race): Litening C:68, Litening C:62, Agree C.62, Attain GTC, Attain HPA, Cross Race, SL Road
- Triathlon: Aerium C:62, Aerium HPA
- E-Bike Hardtail: Elite Hybrid C:62, Reaction Hybrid HPA, Access WLS Hybrid, SUV Hybrid, Nutrail Hybrid
- E-Bike Fullsuspension: Stereo Hybrid, Sting WLS Hybrid
- E-Bike Trekking: Elly Cruise Hybrid, Elly Ride Hybrid, Delhi Hybrid, Travel Hybrid, Touring Hybrid, Cross Hybrid
- Trekking: Tonopah, Cross, Nature, Curve, Editor, Hyde, Kathmandu, Delhi, Touring, Town, Travel
- Biciclette da donna (Woman Like Series): Access WLS, Sting WLS, Axial WLS
- Biciclette per bambini (Kids): Cubie, Kid

Inoltre ci sono diverse versioni di modelli (ad esempio, Stereo 140 HPA SL, Stereo 140 HPA Race, Stereo 140 HPA Pro), che differiscono solo esternamente e per singoli componenti .

## Squadre sportive sponsorizzate da Cube
- Cube Action Team: è stata fondata nel 2011. Da allora, la squadra è stata in grado di collezionare diversi successi, per esempio alla Enduro World Series o al Trans-Provence. In squadra: Nicolas Lau, Greg Callaghan, Gusti Wildhaber, André Wagenknecht  e Daniel Schemmel.
- Cube Global Squad: fondata nel 2016, vorrebbe affermarsi nella prima stagione della Coppa del Mondo di Downhill. In squadra lo scozzese Greg Williamson e il neozelandese Matt Walker, due piloti impegnati nella coppa del mondo.
- Wanty-Groupe Gobert :La squadra belga Pro Continental si è classificata al secondo posto nella UCI Europe Tour, ha vinto dieci gare UCI ed è salita sul podio 43 volte.
- Triathlon: gli atleti più popolari, che Cube sostiene attivamente sono i "Raelert Brothers".